# Angiorhina fulvicornis
Angiorhina fulvicornis is een vliegensoort uit de familie van de sluipvliegen (Tachinidae). De wetenschappelijke naam van de soort is voor het eerst geldig gepubliceerd in 1849 door Johan Wilhelm Zetterstedt.